# Дегтярка (Винницкая область)
Дегтярка (укр. Дігтярка) — посёлок, входит в Мурованокуриловецкий район Винницкой области Украины.
Население по переписи 2001 года составляло 23 человека. Почтовый индекс — 23400. Телефонный код — 4356. Занимает площадь 0,119 км². Код КОАТУУ — 522883603.

## Местный совет
23430, Вінницька обл., Мурованокуриловецький р-н, с. Курашівці, вул. Леніна, 82